# Michel Pelchat
Michel Pelchat (ur. 11 stycznia 1938 w Camembert – zm. 1 kwietnia 1975 w Plaisir) – francuski kolarz przełajowy, dwukrotny medalista mistrzostw świata.

## Kariera
Pierwszy sukces w karierze Michel Pelchat osiągnął w 1967 roku, kiedy zdobył złoty medal w kategorii amatorów podczas przełajowych mistrzostw świata w Zurychu. W zawodach tych wyprzedził Belga Juliena Van Den Haesevelde oraz Szwajcara Petera Frischknechta. Na rozgrywanych rok później mistrzostwach świata w Luksemburgu już jako zawodowiec zajął trzecie miejsce. Lepsi okazali się tam tylko Belg Eric De Vlaeminck i Szwajcar Hermann Gretener. Pelchat był także czwarty podczas mistrzostw świata w Overboelare w 1964 roku, gdzie w walce o medal lepszy był jego rodak, Joseph Mahé. Trzykrotnie zdobywał medale mistrzostw kraju, w tym złote w latach 1964 i 1966. Nigdy nie wystąpił na igrzyskach olimpijskich. W 1971 roku zakończył karierę.
Zginął w wypadku samochodowym 1 kwietnia 1975 roku w okolicy Plaisir.